# Drei Annen Hohne

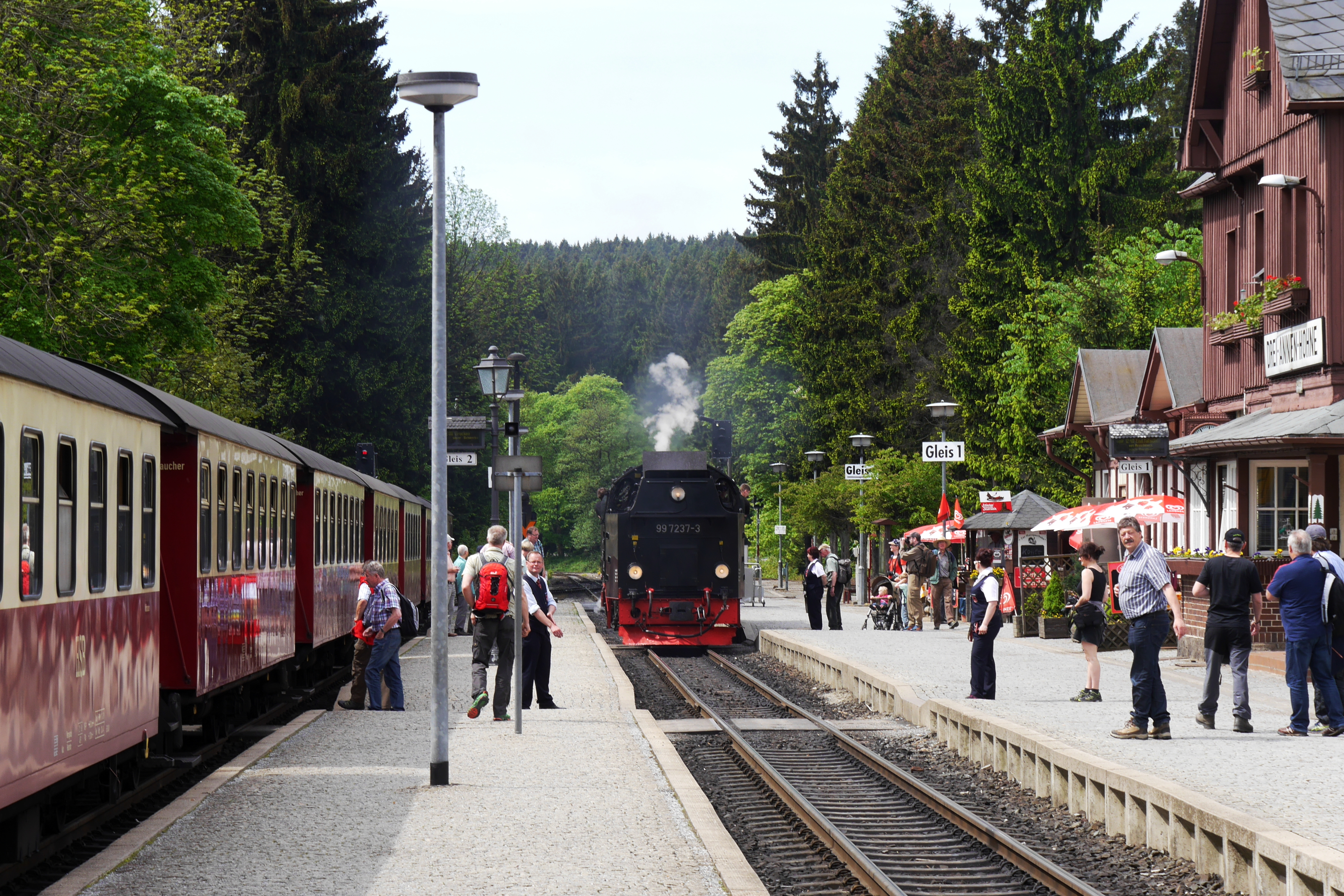
Ansicht des Bahnhofs der Harzer Schmalspurbahnen in Drei Annen Hohne

Drei Annen Hohne, bis 1990 Drei-Annen-Hohne, ist eine Ortschaft im Harz. Sie gehört zu Wernigerode im sachsen-anhaltischen Landkreis Harz.
Beim Bau der Harzquerbahn und der Brockenbahn wurde ein gemeinsamer Haltepunkt für das Forsthaus Hohne und das gräflich-stolbergische Chaussee- und spätere Gasthaus Drei Annen eingerichtet, der zunächst die Bezeichnung Signalfichte trug. Nachdem die Fichte an der Kreuzung der Hagenstraße mit der Chaussee Elbingerode–Ilsenburg den Witterungsunbilden zum Opfer gefallen war, erhielt die Bahnstation die Bezeichnung Drei-Annen-Hohne, die in den ersten Jahren des 20. Jahrhunderts auch auf die gleichnamige kleine Siedlung am Bahnhof mit dem heutigen Hotel „Kräuterhof“ überging. 

## Geografische Lage

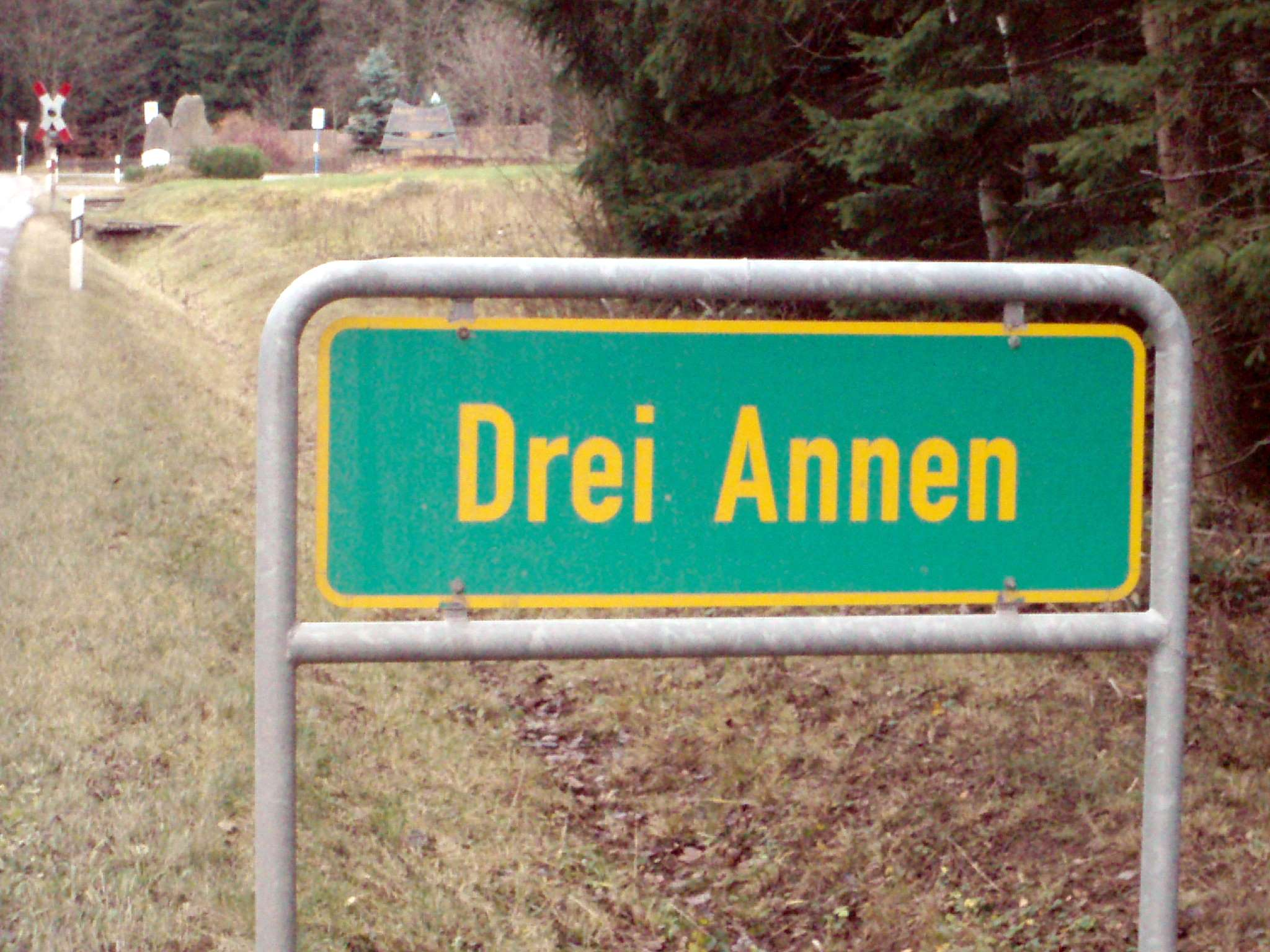
Ortsteil Drei Annen

Zechenhaus Drei Annen (Gartenseite), 1864

Drei Annen Hohne liegt direkt außerhalb des Nationalparks Harz im Naturpark Harz. Es befindet sich etwa acht Kilometer südsüdwestlich der Kernstadt von Wernigerode an der Landesstraße 100 nach Schierke. Die Kreisstraße 1354 führt in Richtung Osten nach Elbingerode (Harz). Am Bahnhof Drei Annen Hohne zweigt die Brocken- von der Harzquerbahn ab (Höhe NN 550 m).

## Drei Annen
Der Name Drei Annen wurde 1770 erstmals erwähnt, als der Bergverwalter J. H. Schmidt aus Schierke um eine bergmännische Abbaugenehmigung für einen Bereich in der Nähe der heutigen Gaststätte Drei Annen ersuchte, um Kupfer und Silber abzubauen.
Graf Christian Friedrich zu Stolberg-Wernigerode, dessen Mutter Anna hieß, übernahm am 10. Dezember 1770 zwei Kuxe für sich und einen weiteren für seine in jenem Jahr geborene Tochter Anna. Auch für seine Nichte Anna wurde ein Kux erworben.
Bereits 1781 musste der Bergbau wieder aufgegeben werden. Es wurde 1785 an anderer Stelle mit dem „Tiefe[n] Drei Annen-Stollen“ ein neuer Versuch unternommen. Aber auch dieser blieb bis 1793/94 ohne großen Erfolg. Unweit der Gaststätte weist heute noch der Name Stollental auf diese Unternehmen hin. Nach den gescheiterten Bergbauversuchen verlegte man sich auf eine Bewirtung. 
Mit dem Bau der Straßenverbindung zwischen Wernigerode und Schierke (1869–1872) bot der Platz des Gasthauses die Gelegenheit, dort 1871 ein neues Haus zu bauen, um das nun fällige „Chausseegeld“ zu erheben. Diese neue Straße wurde nach dem Wernigeröder Oberförster Friedrich von Hagen zu seinem 50-jährigen Dienstjubiläum am 24. Februar 1870 Hagenstraße genannt. Direkt südöstlich am Haus vorbei führt seit 1898 die Strecke der Harzquerbahn. Der Haltepunkt, der heutige Bahnhof Drei Annen Hohne, wurde aber 1 km weiter westlich eingerichtet, da hier die Bahn auf ebenem Gelände fährt.
Die Gaststätte Drei Annen hatte bis in die 1950er Jahre private Betreiber, wurde dann von der staatlichen Handelsorganisation (HO) der DDR geführt und ging schließlich in den Besitz des VEB Schwermaschinenbau-Kombinat „Ernst Thälmann“ (SKET) Magdeburg über. Dieser Betrieb nutzte das Gebäude als Ferienheim und Schulungsobjekt. 1974 wurde neben der Gaststätte ein Bettenhaus errichtet. Nach einer umfangreichen Renovierung 1990 wurde es als Hotel eröffnet. Seit 1995 sind Waldgasthaus und Hotel wieder in privatem Besitz. Auf das Bettenhaus wurde 1997 eine weitere Etage gesetzt und das Dach der Umgebung angepasst.
Zum Bereich Drei Annen gehört auch ein Jugendwaldheim des Forstamtes Elend.
Die nahe Eschwegestraße ist nach dem Oberforstmeister Ernst von Eschwege (1859–1932), der für die Familie zu Stolberg-Wernigerode als Leiter der Forstverwaltung in der Region tätig war, benannt.

## Hohne

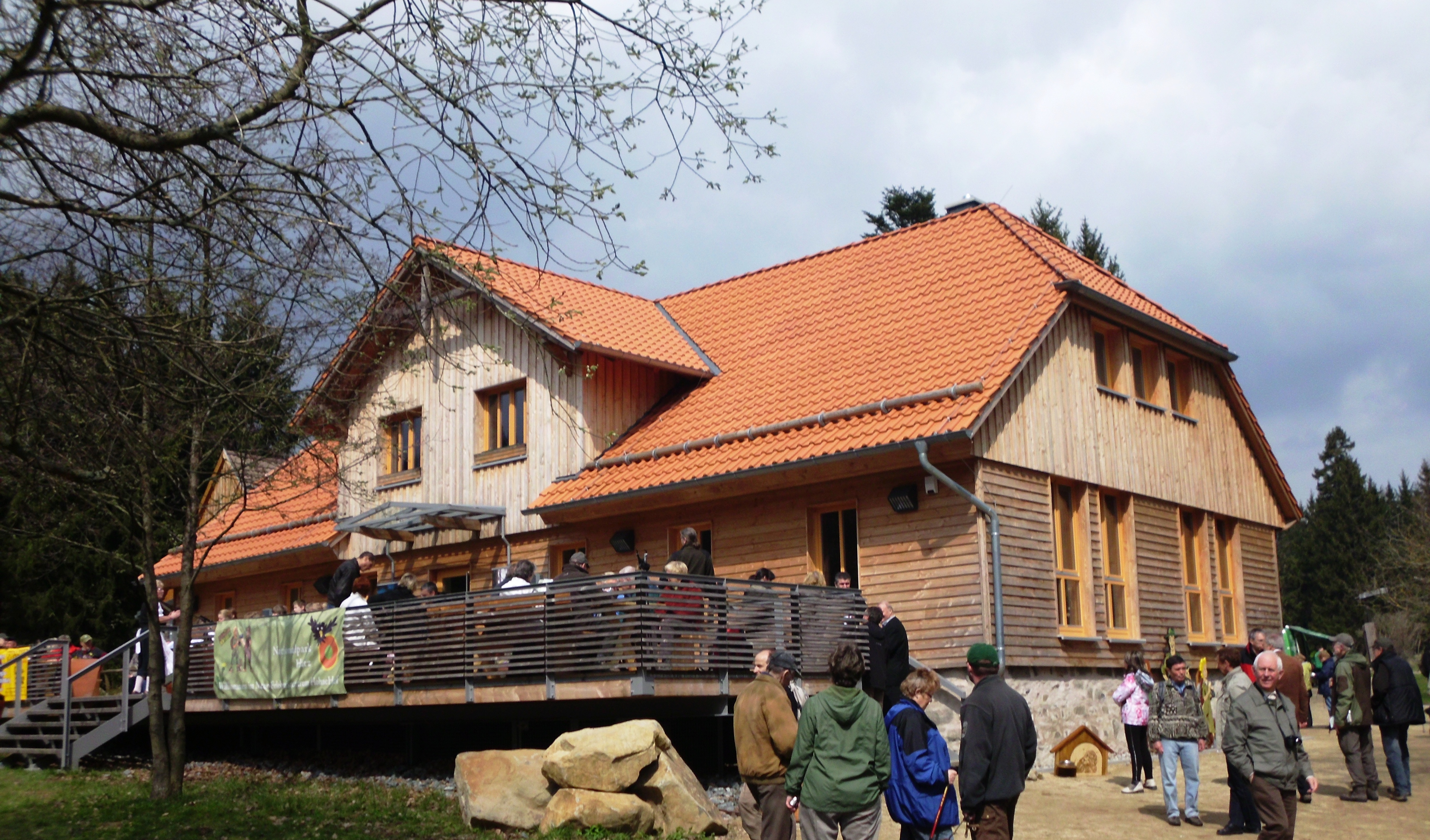
Hohnehof

Auf dem Weg von der Straßenkreuzung am Bahnhof Drei Annen Hohne in Richtung Hohneklippen zweigt nach etwa 500 m nach rechts ein Weg ab. Nach einigen Minuten erreicht man am Forsthaus Hohne das Natur-Erlebniszentrum HohneHof als eines von mehreren Informationszentren des Nationalparks Harz. Den Namen bekam es von den nahegelegenen Hohneklippen. Der HohneHof ist als Nr. 174 in das System der Stempelstellen der Harzer Wandernadel einbezogen.
Diese Gegend wurde erstmals 1251 erwähnt. Das Anwesen wurde 1686 beschrieben als „Hut und Trift auf der Hohne nebst einem Rinderhof, daneben Stuten- und Fohlenweide“.
Unter dem Titel Hohne und Steinharz und die Geschichte des Forstes um Wernigerode stellte Georg von Gynz-Rekowski 1974 unter anderem die Anfänge des heute überregional bekannten Ausflugsortes Drei Annen Hohne vor. Zur Gründung von Hohne schrieb er: 
Obwohl Hut und Trift an der Hohne nachweislich und damit mindestens in das 16. Jahrhundert zurückreichen, ist ein gewisser Anfangspunkt des Viehhofes, als eines fest organisierten und wirtschaftlich besetzten Hofes, um 1690 zu sehen, da eine kartographische Eintragung von 1695 an der Hohne ein Wohnhaus einträgt, 1738 das 'Hohnhaus' genannt.
Durch neuere Forschungen von Jörg Brückner lassen sich diese Angaben inzwischen präzisieren und die Jahreszahl der Gründung von Hohne genau angeben.
Für den 28. Mai 1667 fand sich ein Beleg, dass das Hohnegebiet mit seinen zahlreichen Lichtungen und Waldwiesen in jenem Jahr als Weide genutzt wurde. Laut einem Rechnungsbuch seien an dem Tag Rinder hinter der Hohne in die Weide gangen. Graf Heinrich Ernst zu Stolberg-Wernigerode hatte dazu die Möglichkeit geschaffen und zwei Rinderhirten angestellt, die die Rinder der Bauern der Gegend den Sommer über hier weiden ließen. Die Herde umfasste im Jahr 1667 112 Tiere aus Langeln, Abbenrode, Wernigerode, Halberstadt, Stapelburg, Drübeck, Ilsenburg, Silstedt, Osterwieck und Minsleben.
Im Frühjahr 1668 kam ein neuer Rinderhirte, für den ein in diesem Jahr als Rinder- oder Hirtenhaus bezeichnetes einfaches Unterkunftsgebäude an der Hohne erbaut wurde. Die feste Unterkunft ermöglichte es ihm nunmehr, mit der Herde auch bis in den regnerischen Herbst hinein auf der Weide zu bleiben. Das Haus hatte seinen Standort dort, wo sich heute das Gebäudeensemble des früheren Forsthauses Hohne befindet. Die 1872 eingerichtete gräfliche Försterei in Hohne ging 1934 an den preußischen Staat über und bestand als Nationalpark-Revierförsterei bis 2004.
Aus Anlass der Sommersonnenwende wurde am 20. Juni 2008 am früheren Forsthaus Hohne vom Philharmonischen Kammerorchester Wernigerode unter Leitung von Christian Fitzner ein Konzert unter dem Motto Sagenumwobene Bergwildnis präsentiert, zu dem die RM Balance Dance Company unter Leitung von Heide Reinsch tanzte. Organisator dieser Veranstaltung war der Nationalpark Harz.

## Sehenswürdigkeiten

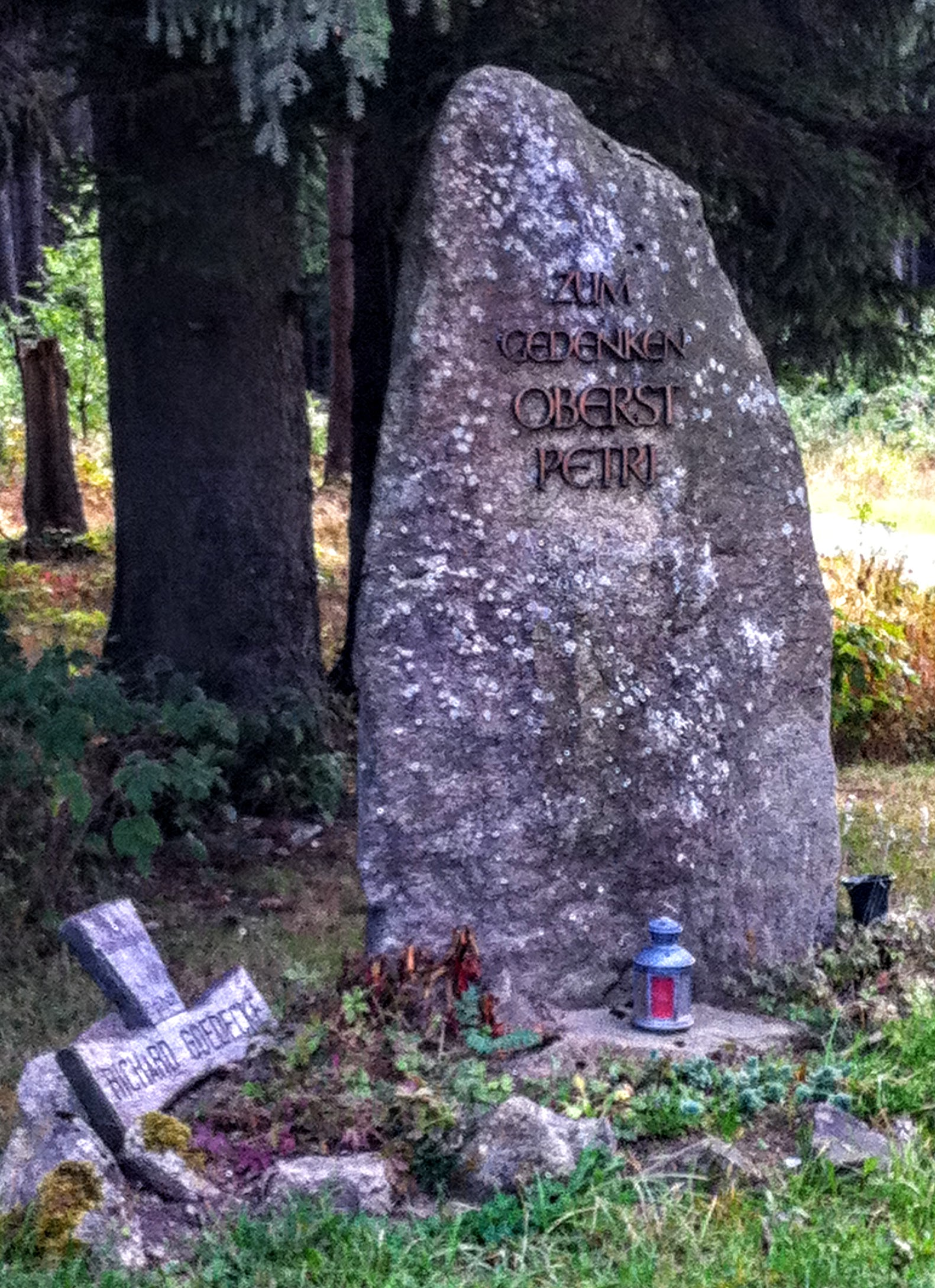
Gedenkstein Gustav Petri

Im Nationalpark befindet sich die über 600 Jahre alte Hohne-Eiche auf einer zeitweilig als Schafweide genutzten Waldwiese westlich des Glashüttenweges und des Natur-Erlebniszentrums HohneHof, oberhalb des Bahnhofs. Der mächtige Eichenstamm zeigt auf einer Seite Brandspuren, die am Ende des Zweiten Weltkrieges bei der Sprengung eines Tigerpanzers entstanden. Die Eiche steht im Mittelpunkt des Löwenzahn-Entdeckerpfades, der sich hier durch den benachbarten Wald und über die Wiese schlängelt.
Der Bahnhof Drei Annen Hohne ist Trennungsbahnhof der Harzquerbahn und der Brockenbahn.
Am Wanderparkplatz beim Bahnhof steht seit 1995 ein Gedenkstein für Gustav Petri (1888–1945), der vermutlich bei Drei Annen erschossen wurde. Er war ein Oberst der Wehrmacht, der sich gegen Ende des Zweiten Weltkriegs weigerte, die Stadt Wernigerode gegen die Alliierten in die Kampfzone einzubeziehen und gegen die anrückende US-Armee zu verteidigen. Dadurch konnte Wernigerode am 11. April 1945 kampflos übergeben werden. Hierfür wurde Petri von Offizieren des Oberkommandos der 11. Armee unter Beteiligung der SS wegen Gehorsamsverweigerung erschossen. Er wird heute als „Retter von Wernigerode“ bezeichnet.

## Soldatenfriedhof (1947–1976)
Am 18. April 1945 starben bei Drei Annen Hohne sechs deutsche Soldaten. Auf Initiative von Ernst Teichmann wurde diese in einem Soldatenfriedhof am Beerenstieg beigesetzt. Zusätzlich wurde ein Ehrenkreuz mit einem aufgesetzten Stahlhelm für Oberst Petri aufgestellt, dessen Schicksal sich Teichmann ebenfalls annahm. Als Inschrift wurde gewählt: „Er gab sein Leben zur Rettung der Stadt Wernigerode“. Insgesamt wurden 1947 acht Eichenholzkreuze aufgestellt. Als Angabe auf den Kreuzen wählte Teichmann den militärischen Rang, Name, Geburts- und Todestag. Folgende Personen wurden bedacht:
1. Unteroffizier Heinrich Deutsch (1897–1945)
2. Unteroffizier Adolf Wiesbach (1917–1945)
3. Gefreiter Heinrich Mayer (1926–1945)
4. Gefreiter Karl-Heinz Mertens (1926–1945)
5. Gefreiter Walter Thode (1926–1945)
6. Unbekannter Soldat
7. Soldat Richard Goedecke (1923–1942, gefallen in Russland und einzig erhaltenes Kreuz)[4]
8. Gedenkkreuz für Oberst Petri

1976 verschwanden auf Geheiß der DDR alle Kreuze. 2013 wurde das Kreuz zu Goedecke wiederentdeckt und neben den Gedenkstein für Oberst Petri eingefügt.